# HD 125351
HD 125351 (A Boötis) é uma estrela binária na direção da Boötes. Possui uma ascensão reta de 14h 17m 59.82s e uma declinação de +35° 30′ 34.1″. Sua magnitude aparente é igual a 4.80. Considerando sua distância de 223 anos-luz em relação à Terra, sua magnitude absoluta é igual a 0.63. Pertence à classe espectral K1III.